# كرايغ أ. كيلي
كرايغ أ. كيلي (بالإنجليزية: Craig A. Kelly)‏ هو دبلوماسي أمريكي، ولد في 1953 في الولايات المتحدة.

## وصلات خارجية
- كرايغ أ. كيلي على موقع إن إن دي بي (الإنجليزية)

لم يتم العثور على روابط لمواقع التواصل الاجتماعي.